# Via delle Cantine
Via delle Cantine è una strada del centro storico di Siena, in Toscana.
La strada si trova nel terzo di San Martino, all'interno della contrada di Valdimontone, e mette in collegamento la via dei Servi con la via Val di Montone, costeggiando il retro del parco di palazzo Bianchi Bandinelli parallelamente a via Roma. 

## Storia
La via deve il proprio nome alla presenza sin dall'epoca altomedievale alle cantine esistenti nei fondi del borgo della Maddalena e dell'omonimo monastero. Secondo la tradizione, proprio in una di queste celle, in origine grotte scavate nel tufo, trovò rifugio san Brunone di ritorno da Roma e diretto in Francia.
Nel XIV secolo la via divenne uno dei punti selezionati (insieme a Fontebranda, Stufa Secca e Mercato Vecchio) per ospitare gli "scorticatoi", dopo che un'ordinanza del 1337 aveva proibito di macellare e vendere la carne nello stesso luogo. La presenza però dei macellai in via delle Cantine portò a una lamentela degli abitanti del borgo, infastiditi dall'odore delle interiore e delle pelli degli animali uccisi, che effettuarono una petizione al Consiglio generale. La petizione fu accolta e in un documento del 1343 si legge che sono proibiti gli «scorticatoria carnificium et macellariorum que sunt et fiunt in cantiniis monasterii Sancti Galgani de la Magdalena».
Nello stesso secolo, la strada venne selciata di mattoni insieme alla vicina via dei Servi, leggermente in ritardo rispetto ad altre strade della città.

## Descrizione
La via delle Cantine ha inizio da via dei Servi, poco dopo lo spiazzo sotto la salita di San Girolamo, e si lascia sulla sinistra il palazzetto detto "del Pellegrino", risalente alla fine del XIV secolo.
La strada costeggia poi il retro del parco del palazzo Bianchi Bandinelli, con il lungo muro di cinta dove un tempo sorgeva il monastero della Maddalena. Dopo essersi lasciato il vicolo di San Clemente sulla sinistra, il tracciato prosegue passando sotto all'ex castel Montone, dove si trova il Santa Chiara Lab dell'Università di Siena. Su di un pregevole edificio con facciata in laterizio a vista, si trova una terracotta con la Madonna col Bambino. La strada si conclude in via Val di Montone, di fronte alla chiesa di San Leonardo.